# Grand Prix automobile de Hongrie 2005
GP précédent GP suivant
Le Grand Prix automobile de Hongrie 2005 (Formula 1 Marlboro Magyar Nagydíj 2005), disputé sur le Hungaroring (à 19 km de Budapest, Hongrie) le 31 juillet 2005 est la 744e épreuve du championnat du monde de Formule 1 courue depuis 1950 et la treizième manche du championnat 2005.

## Qualifications
| Pos | N° | Pilote               | Écurie            | Temps          | Écart     |
| --- | -- | -------------------- | ----------------- | -------------- | --------- |
| 1   | 1  | Michael Schumacher   | Ferrari           | 1 min 19 s 882 |           |
| 2   | 10 | Juan Pablo Montoya   | McLaren-Mercedes  | 1 min 20 s 779 | + 0 s 897 |
| 3   | 16 | Jarno Trulli         | Toyota            | 1 min 20 s 839 | + 0 s 957 |
| 4   | 9  | Kimi Räikkönen       | McLaren-Mercedes  | 1 min 20 s 891 | + 1 s 009 |
| 5   | 17 | Ralf Schumacher      | Toyota            | 1 min 20 s 964 | + 1 s 082 |
| 6   | 5  | Fernando Alonso      | Renault           | 1 min 21 s 141 | + 1 s 259 |
| 7   | 2  | Rubens Barrichello   | Ferrari           | 1 min 21 s 158 | + 1 s 276 |
| 8   | 3  | Jenson Button        | BAR-Honda         | 1 min 21 s 302 | + 1 s 420 |
| 9   | 6  | Giancarlo Fisichella | Renault           | 1 min 21 s 333 | + 1 s 451 |
| 10  | 4  | Takuma Satō          | BAR-Honda         | 1 min 21 s 787 | + 1 s 905 |
| 11  | 15 | Christian Klien      | Red Bull-Cosworth | 1 min 21 s 937 | + 2 s 055 |
| 12  | 8  | Nick Heidfeld        | Williams-BMW      | 1 min 22 s 086 | + 2 s 204 |
| 13  | 14 | David Coulthard      | Red Bull-Cosworth | 1 min 22 s 279 | + 2 s 397 |
| 14  | 12 | Felipe Massa         | Sauber- Petronas  | 1 min 22 s 565 | + 2 s 683 |
| 15  | 11 | Jacques Villeneuve   | Sauber- Petronas  | 1 min 22 s 866 | + 2 s 984 |
| 16  | 7  | Mark Webber          | Williams-BMW      | 1 min 23 s 495 | + 3 s 613 |
| 17  | 21 | Christijan Albers    | Minardi-Cosworth  | 1 min 24 s 443 | + 4 s 561 |
| 18  | 19 | Narain Karthikeyan   | Jordan-Toyota     | 1 min 25 s 057 | + 5 s 175 |
| 19  | 20 | Robert Doornbos      | Minardi-Cosworth  | 1 min 25 s 484 | + 5 s 602 |
| 20  | 18 | Tiago Monteiro       | Jordan-Toyota     | Pas de temps   |           |

## Classement
| Pos  | N° | Pilote               | Écurie            | Tours | Temps/Abandon                      | Grille | Points |
| ---- | -- | -------------------- | ----------------- | ----- | ---------------------------------- | ------ | ------ |
| 1    | 9  | Kimi Räikkönen       | McLaren-Mercedes  | 70    | 1 h 37 min 25 s 552 (188,859 km/h) | 4      | 10     |
| 2    | 1  | Michael Schumacher   | Ferrari           | 70    | + 35 s 581                         | 1      | 8      |
| 3    | 17 | Ralf Schumacher      | Toyota            | 70    | + 36 s 129                         | 5      | 6      |
| 4    | 16 | Jarno Trulli         | Toyota            | 70    | + 54 s 221                         | 3      | 5      |
| 5    | 3  | Jenson Button        | BAR-Honda         | 70    | + 58 s 832                         | 8      | 4      |
| 6    | 8  | Nick Heidfeld        | Williams-BMW      | 70    | + 1 min 08 s 375                   | 12     | 3      |
| 7    | 7  | Mark Webber          | Williams-BMW      | 69    | + 1 tour                           | 16     | 2      |
| 8    | 4  | Takuma Satō          | BAR-Honda         | 69    | + 1 tour                           | 10     | 1      |
| 9    | 6  | Giancarlo Fisichella | Renault           | 69    | + 1 tour                           | 9      |        |
| 10   | 2  | Rubens Barrichello   | Ferrari           | 69    | + 1 tour                           | 7      |        |
| 11   | 5  | Fernando Alonso      | Renault           | 69    | + 1 tour                           | 6      |        |
| 12   | 19 | Narain Karthikeyan   | Jordan-Toyota     | 67    | + 3 tours                          | 18     |        |
| 13   | 18 | Tiago Monteiro       | Jordan-Toyota     | 66    | + 4 tours                          | 20     |        |
| 14   | 12 | Felipe Massa         | Sauber- Petronas  | 63    | + 7 tours                          | 14     |        |
| Nc.  | 21 | Christijan Albers    | Minardi-Cosworth  | 59    | + 11 tours                         | 17     |        |
| Abd. | 11 | Jacques Villeneuve   | Sauber- Petronas  | 56    | Moteur en feu                      | 15     |        |
| Abd. | 10 | Juan Pablo Montoya   | McLaren-Mercedes  | 41    | Arbre de direction                 | 2      |        |
| Abd. | 20 | Robert Doornbos      | Minardi-Cosworth  | 26    | Panne hydraulique                  | 19     |        |
| Abd. | 14 | David Coulthard      | Red Bull-Cosworth | 0     | Accident                           | 13     |        |
| Abd. | 15 | Christian Klien      | Red Bull-Cosworth | 0     | Accident                           | 11     |        |

## Pole position et record du tour
- Pole position : Michael Schumacher en 1 min 19 s 882
- Meilleur tour : Kimi Räikkönen en 1 min 21 s 219 au 40e tour

## Tours en tête
- Michael Schumacher : 28 (1-15 / 23-35)
- Juan Pablo Montoya : 10 (16-22 / 38-40)
- Kimi Räikkönen : 32 (36-37 / 41-70).

## Statistiques
Ce Grand Prix représente :
- La 64e pole position pour Michael Schumacher.
- La 6e victoire pour Kimi Räikkönen.
- La 143e victoire pour McLaren en tant que constructeur.
- La 48e victoire pour Mercedes en tant que motoriste.
- Le 140e podium pour Mercedes en tant que motoriste.